# Hồ Thị Kỷ
Hồ Thị Kỷ (1949–1970) là nữ anh hùng liệt sĩ Việt Nam.

## Tiểu sử
Bà được sinh ra tại ấp Cây Khô, xã Tân Lợi (nay là xã Hồ Thị Kỷ), huyện Thới Bình, tỉnh Cà Mau trong một gia đình nông dân nghèo.
Tham gia hoạt động cách mạng từ những năm còn trẻ với tư cách giao liên. Năm 1968, bà được kết nạp vào Đoàn Thanh niên. Từ đó, bà tham gia vào các đội biệt động ở thị xã Cà Mau.
Năm 1969, Hồ Thị Kỷ tổ chức nhiều trận đánh biệt động vào thị xã Cà Mau và với những thành tích xuất sắc. Hồ Thị Kỷ được kết nạp vào Đảng Cộng sản Việt Nam.
Ngày 3 tháng 4 năm 1970, Hồ Thị Kỷ đánh vào Ty Cảnh sát Cà Mau (nay là trụ sở Giao thông đường thủy thành phố Cà Mau) và đã làm đứt hai chân của viên tướng Việt Nam Cộng hòa, làm cho hắn chết tại chỗ, đồng thời bà Mã Như Lan và ông thứ 6 có tên là Mỹ cũng bị chết. Bà cũng bị quả bom nổ mà hy sinh khi mới 21 tuổi.

## Tặng thưởng, ghi nhớ
Năm 1972, Hồ Thị Kỷ được Nhà nước Việt Nam Dân chủ Cộng hòa truy tặng danh hiệu Anh hùng Lực lượng vũ trang.
Để ghi nhận chiến công của liệt nữ, xã Tân Lợi (nơi bà sinh ra) đã được đổi tên thành xã Hồ Thị Kỷ. Ngoài ra, tên bà còn được đặt cho nhiều trường học và đường phố tại Cà Mau, Kiên Giang, Bạc Liêu, Thành phố Hồ Chí Minh,...
Trường THPT Hồ Thị Kỷ tọa lạc tại đường Lý Bôn, Phường 2, thành phố Cà Mau. Trường có truyền thống lâu đời và đã qua nhiêu hiệu trưởng, tính đến nay đã 41 năm thành lập từ khi miền Nam được giải phóng. Trường cũng là một trong những trường nổi danh nhất đất Cà Mau.